# Armella (prenda)

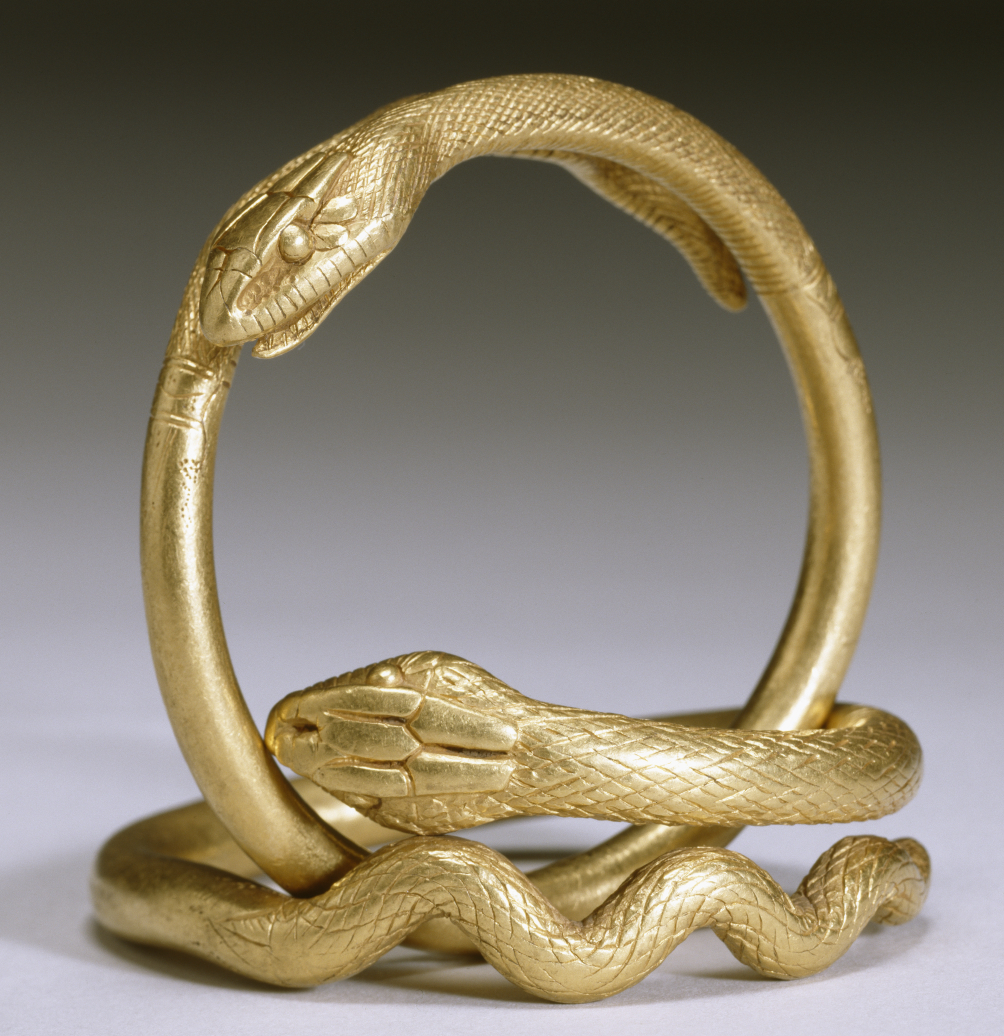
Armella con forma de serpiente.

Se llama armella o armilla a un premio militar que otorgaban los romanos. 
Consistía en un brazalete de oro, plata u otro metal que se colocaba sobre el brazo derecho. Como las condecoraciones modernas servía de distinción merecida por algún servicio de armas. El más apreciado era el que estaba fabricado con metales que se cogían a los enemigos. 

## Orígenes y uso
El concepto de premiar a los soldados con decoraciones que pudieran ser exhibidas como símbolo de valor y servicio distinguido tiene sus raíces en la antigua Roma, donde se valoraba enormemente el heroísmo militar. La armella, en particular, era un reconocimiento visible que diferenciaba a los soldados que habían realizado actos de valor o servicios notables en el campo de batalla.

## Descripción
La armella estaba hecha típicamente de oro, plata u otros metales, y su diseño podía variar según el material utilizado y la época. La distinción entre las armellas no solo residía en el material del que estaban hechas, sino también en su origen: aquellas fabricadas con metales tomados de los enemigos vencidos eran especialmente apreciadas, simbolizando no solo el valor personal sino también el triunfo sobre los adversarios de Roma.

## Significado y valor
Más allá de su valor material, la armella representaba el reconocimiento oficial de la valentía y el servicio excepcional. Este premio era un honor codiciado que ponía de manifiesto no solo el coraje individual sino también la gloria de Roma, reforzando los ideales de valor y lealtad entre las tropas.